# Strumigenys akhtoi
Strumigenys akhtoi is een mierensoort uit de onderfamilie van de Myrmicinae. De wetenschappelijke naam van de soort is voor het eerst geldig gepubliceerd in 2000 door Bolton.